# Kościół Matki Boskiej Częstochowskiej w Przynotecku
Kościół pw. Matki Boskiej Częstochowskiej – katolicki kościół filialny znajdujący się w Przynotecku pod numerem 113 (gmina Stare Kurowo), w dolinie Noteci. Należy do parafii Najświętszego Serca Pana Jezusa w Trzebiczu.

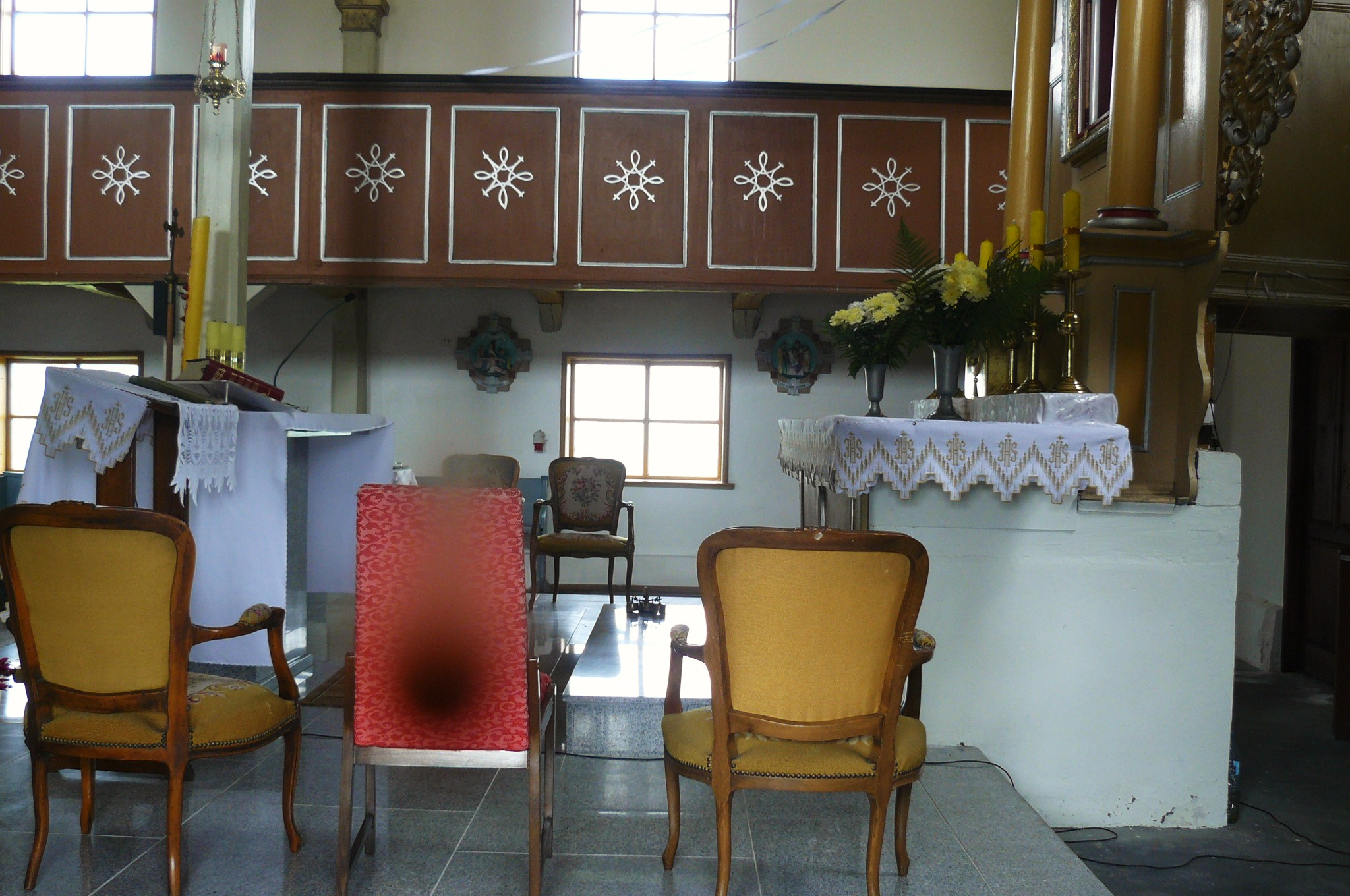
Wnętrze

## Historia
Świątynia została zbudowana w północno-wschodniej części tej rozrzuconej wsi, na terenach pobagiennych, w 1718 lub 1728 dla protestanckich osadników zasiedlających dolinę Noteci już od 1621.

### Po II wojnie światowej
Jako katolicką, świątynię poświęcono 21 października 1948 (wcześniej należała do ewangelickiej parafii w Gardzku, by w XVIII wieku stać się parafią samodzielną). W 1980 została wymieniona stolarka okienna, a w 1984 obiekt na nowo otynkowano. W 2010 przeprowadzono gruntowną renowację z malowaniem i posadowiono nowy ołtarz główny.

## Architektura
Korpus obiektu jest szchulcowy, a wieża od zachodu z muru pruskiego. Przy boku południowym dobudowana jest kruchta. Dachy kryte blachą: nad korpusem – trójspadowy, na wieży – czterospadowy, a nad dobudówkami – dwuspadowe. Ekspozycja elewacji po wojnie została zmieniona – część kościoła otynkowano, podczas gdy wcześnie konstrukcja była wyeksponowana.  

## Otoczenie
Kościół otacza współczesne ogrodzenie. Pierwotnie świątynia prawdopodobnie była bezwieżowa, a wieżę dostawiono później (części te są od siebie niezależne).  
W zachodnim narożniku wydzielona jest po wojnie salka katechetyczna.  
Przy kościele znajdują się pozostałości dawnego cmentarza ewangelickiego z licznymi nagrobkami, w tym dużymi grobowcami. 